# دویچلندسبرگ (شهر)
دویچلندسبرگ (به آلمانی: Deutschlandsberg) یک شهر در اتریش است که در دویچلندسبرگ واقع شده‌است. دویچلندسبرگ ۲۴٫۴۴ کیلومتر مربع مساحت دارد ۳۷۲ متر بالاتر از سطح دریا واقع شده‌است.